# TC Gelsenkirchen 1874
TC Gelsenkirchen 1874 is een Duitse sportclub uit Gelsenkirchen, Noordrijn-Westfalen. Tussen 1911 en 1924 was de club ook in voetbal actief en speelde enkele seizoenen op het hoogste niveau.

## Geschiedenis
In 1874 werd de turnvereniging Turner-Club Gelsenkirchen 1874 opgericht door 20 leden van de Gelsenkirchener TV 1863 na onderlinge meningsverschillen. In 1892 was het de grootste turnclub van de stad. In 1911 fuseert de club met BV 04 Gelsenkirchen waardoor de club nu ook balsporten aanbood. BV was actief in de hoogste klasse van de Markse competitie, die het in 1910 nog gewonnen had. TC 1874 nam de plaats van de club over in de competitie, maar de Markse competitie werd opgeheven en de club ging in de Westfaalse competitie spelen. De competitie was in twee reeksen opgedeeld en TC werd tweede in groep A achter SuS Schalke 96. Het volgende seizoen werd de vierde plaats behaald. Na dit seizoen werden de clubs uit Gelsenkirchen overgeheveld naar de Ruhrcompetitie. De club werd laatste en degradadeerde.
In 1919 fuseerde de club met SuS Schalke 96 en neemt nu de naam TuS Gelsenkirchen 1874/96 aan. In 1924 werd de fusie ontbonden. De overheid besloot dat balsportclubs en turnclubs niet onder hetzelfde dag mochten huizen. Beide clubs werden weer zelfstandig.
In 1934 bood de club buiten turnen ook nog atletiek, handbal, hockey, tennis, zwemmen, wandelen, langlaufen, vuistbal, schermen en zingen aan.
In 1949 won atleet Heinz Kreulich de Duitse titel bij het verspringen en behaalde dat jaar ook een Europees record.